# Michiel Servaes

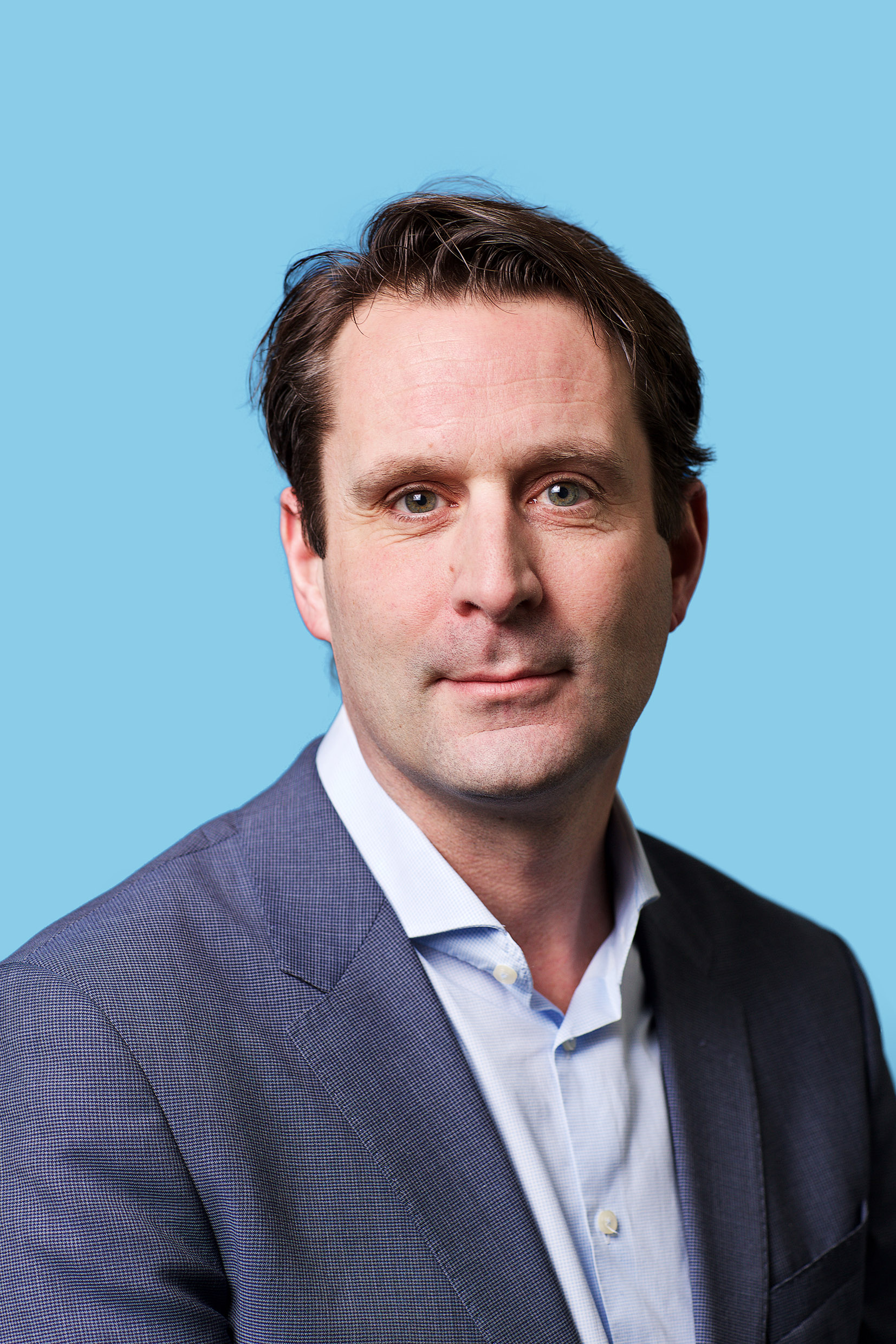
Michiel Servaes (2016)

Michiel Servaes (* 21. Februar 1972 in Oss) ist ein niederländischer Politiker (PvdA). Seit 2012 ist er Abgeordneter der Zweiten Kammer der Generalstaaten.
Servaes gehört zu den 89 Personen aus der Europäischen Union, gegen die Russland im Mai 2015 ein Einreiseverbot verhängt hat.